# 残念なお知らせ 〜世の独身女性に捧ぐ〜
『残念なお知らせ 〜世の独身女性に捧ぐ〜』（ざんねんなおしらせ よのどくしんじょせいにささぐ）は、嘉門タツオ（旧名・嘉門達夫）24枚目のオリジナル・アルバム。2005年4月21日にDAIPRO-Xから発売された。

## 概要
前作『嘉門達夫 ゴールデン☆ベスト -オールシングルス & 爆笑セレクション 1983〜1989-』から3か月振りに発売された。
61枚目のシングル「ワリカンがイヤだって言ってるんじゃないのよ!」と同時発売。
作詞・作曲・編曲のいずれにも外部作家が入らず嘉門だけで完成させた稀有な作品。

## 収録曲
1. 残念なお知らせ 1
作：嘉門達夫
2. ワリカンがイヤだって言ってるんじゃないのよ!
作詞・作曲・編曲：嘉門達夫
61枚目のシングル
3. 愛の旅人
作詞・作曲・編曲：嘉門達夫
4. ちょっと言いすぎた
作詞・作曲・編曲：嘉門達夫
5. カンジワルイ寿司屋
作：嘉門達夫
6. 化粧
作詞・作曲・編曲：嘉門達夫
7. モテる女になる方法
作詞・作曲・編曲：嘉門達夫
8. 残念なお知らせ 2
作：嘉門達夫
9. 30なかば
作詞・作曲・編曲：嘉門達夫
10. 結婚生活ビフォアー&アフター
作：嘉門達夫
11. 兵士のうた
作詞・作曲・編曲：嘉門達夫
12. 残念なお知らせ 3
作：嘉門達夫
13. ワッハッハッハ!
作詞・作曲・編曲：嘉門達夫
14. ループ女
作詞・作曲・編曲：嘉門達夫
15. 彼女はもうすぐ35
作詞・作曲・編曲：嘉門達夫
16. 残念なお知らせ 4
作：嘉門達夫
17. 負け犬の開き直り
作詞・作曲・編曲：嘉門達夫